# Franziska Giffey
Franziska Giffey (de soltera Franziska Süllke; Frankfurt del Oder, 3 de mayo de 1978) es una política alemana afiliada al Partido Socialdemócrata, alcaldesa de Berlín desde diciembre de 2021 hasta abril de 2023. Anteriormente fue Ministra Federal de Familia, Tercera Edad, Mujeres y Juventud en el cuarto gabinete de Angela Merkel desde 2018 hasta 2021, y alcaldesa de Neukölln desde 2015 hasta 2018.

## Biografía
Creció en Briesen.
Desde 1998 hasta 2001, Giffey estudió Derecho Administrativo en Berlín. Durante sus estudios de posgrado en administración administrativa europea, trabajó en la representación berlinesa en la Unión Europea en 2003 y en la Asamblea Parlamentaria del Consejo de Europa en Estrasburgo en 2005. Recibió su doctorado en la Universidad Libre de Berlín en 2010.
Giffey se unió al Partido Socialdemócrata de Alemania (SPD) en 2007.
En 2015, Giffey sucedió a Heinz Buschkowsky como alcaldesa del distrito berlinés de Neukölln.
En el cuarto gabinete de Angela Merkel, Giffey fue nombrada como Ministra Federal de Familia, Tercera Edad, Mujeres y Juventud en marzo de 2018. En el momento de su nombramiento, no tenía experiencia política previa en el nivel estatal o nacional.
Giffey renunció a su cargo ministerial el 19 de mayo de 2021, en medio de acusaciones de plagio en su tesis doctoral. Finalmente, la Universidad Libre de Berlín le retiró su grado de doctora.
El 30 de noviembre de 2020, el ejecutivo estatal del SPD en Berlín nombró a Giffey como candidata principal del partido para las elecciones estatales de 2021. Fue elegida simultáneamente como colíder de la rama del partido en Berlín junto con el líder del grupo parlamentario en la Cámara de Diputados, Raed Saleh.
Tras las elecciones, el SPD se mantuvo como primera fuerza política y formó una coalición con Alianza 90/Los Verdes y Die Linke. Giffey fue elegida alcaldesa por la Cámara de Diputados el 21 de diciembre, obteniendo 84 de 139 votos.
Giffey perdió su puesto de Alcaldesa tras las elecciones estatales de Berlín de 2023. No obstante, asumió como Vicealcaldesa y Senadora de Economía, Energía y Negocios en el gobierno de su sucesor Kai Wegner.